# Saichō
Saichō (最澄?) (19 septembrie 767 - 26 iunie 822) a fost un călugăr budist japonez, fondator al școlii budiste Tendai. 
În 785 (al patrulea an al erei Enryaku, conform cronologiei japoneze) el a primit ordonare la templul Tōdai-ji în Nara, dar peste câteva luni s-a retras la muntele Hiei. Treptat, i s-au alăturat și alți călugări și acest munte a devenit un centru spiritual al budismului japonez.
În anul 804 d.Hr, în cadrul unei misiuni diplomatice a curții japoneze, a călătorit în China pentru a continua studierea doctrinelor Tiantai și pentru a aduce mai multe texte. Întors în Japonia, în anul 805, a înființat secta Tendai și a întemeiat templul Enryaku-ji ca sediu al sectei sale, pe muntele Hiei lângă Kyoto. 
Saichō a fost un călugăr foarte influent și a adus inovați în budismul japonez, printre care și schimbarea ritualului de hirotonire. El de asemenea este primul care a adus ceaiul în Japonia. După moartea sa, el a fost distins cu numele postum de Dengyō (伝教?) și titlul de Daishi (大師 mare maiestru?).